# Бојана Стефановић
Бојана Стефановић Торњански (Београд, 4. март 1980) српска је филмска, позоришна, телевизијска и гласовна глумица. Најпознатија по улози Нађе у серији Оно као љубав. Удата је за српског редитеља Истока Торњанског са којим има сина и кћерку. Студирала је глуму на првој класи Биљане Машић, 1997.

## Филмографија
| Год.       | Назив             | Улога                   |
| ---------- | ----------------- | ----------------------- |
| 2003.      | Казнени простор   | секретарица Аниног шефа |
| 2003.      | М(ј)ешовити брак  |                         |
| 2004.      | Слободан пад      | другарица               |
| 2005.      | Идеалне везе      |                         |
| 2005.      | Положајник        | Милка                   |
| 2008.      | Ближњи            | Ива                     |
| 2009.      | Оно као љубав     | Нађа                    |
| 2016.      | Немој да звоцаш   | Ивона                   |
| 2017.      | Мајстор Мајнд     | Даница                  |
| 2018-2022. | Убице мог оца     | адвокатица Ана Марић    |
| 2018.      | Погрешан човек    | Дијана Црнковић         |
| 2022.      | Тајна винове лозе | Снежа                   |
| 2023.      | Позив             | Олга                    |
| 2024.      | V ефекат          | Рада                    |
| 2024.      | Пукотина у леду   | Јелена                  |

## Улоге у синхронизацијама
Радила је за студије Лаудворкс, Басивити, Мириус и Моби.
| Година     | Наслов                               | Улога                                                                     |
| ---------- | ------------------------------------ | ------------------------------------------------------------------------- |
| 2003.      | Телетабиси (Лаудворкс)               | По                                                                        |
| 2004-2010. | Покемон (С1-5, 7)                    | Џеси, Полицајка Џени                                                      |
| 2005-2006. | Југио                                | Маи Валентин, Ребека Хокинс, Бонз, Ноа Каиба, Ишизу Иштар, Сесилија Пегаз |
| 2006-2009. | Брац                                 | Клои, Лондон, Алонсе                                                      |
| 2006-2008. | Фифи и цветно друштво                | Нарциса, Веби                                                             |
| 2007.      | Аладин (серија) (Мириус)             | Јасмин                                                                    |
| 2007.      | Брац бебе: Филм                      | Клои                                                                      |
| 2007.      | Брац: Дух из боце                    | Клои                                                                      |
| 2007.      | Брац: Страст за модом - Дијаманти    | Клои                                                                      |
| 2007.      | Винкс (С1-2)                         | Мјуза                                                                     |
| 2008.      | Брац бајке                           | Клои                                                                      |
| 2008.      | Брац бебе спасавају Божић            | Клои                                                                      |
| 2008.      | Брац модне виле                      | Клои, Ди                                                                  |
| 2008.      | Брац: Супер бебе                     | Клои                                                                      |
| 2010.      | Анђелина балерина (С1)               | Мама                                                                      |
| 2010.      | Покемон хероји: Латиос и Латиас      | Џеси                                                                      |
| 2013.      | Турбо                                | Паз                                                                       |
| 2016.      | Меда са севера                       | Вера                                                                      |
| 2016.      | Рачет и Кланк                        | Еларис                                                                    |
| 2016.      | Сава – мали ратник великог срца      | Принцеза Нанти итд.                                                       |
| 2016.      | Упс! Оде Ноа...                      | Хејзел                                                                    |
| 2021.      | Меда са севера 2: Кључеви краљевства | Вера                                                                      |
| 2024.      | Муфаса — краљ лавова                 |                                                                           |